# إيفان جيبس
إيفان جيبس (بالإنجليزية: Ivan Gibbs)‏ هو سياسي أسترالي، ولد في 22 نوفمبر 1927 في أستراليا، وتوفي في 19 مايو 2011 في أستراليا. حزبياً، نشط في الحزب الوطني الأسترالي. وقد انتخب Attorney-General of Queensland ‏ وانتخب عضو المجلس التشريعي ولاية كوينزلاند عن دائرة Electoral district of Albert ‏ (7 ديسمبر 1974 – 2 ديسمبر 1989).